# Polastron (Alta Garonna)
Polastron è un comune francese di 62 abitanti situato nel dipartimento dell'Alta Garonna nella regione dell'Occitania.

## Società

### Evoluzione demografica
Abitanti censiti